# Tunsätterssjön
Tunsätterssjön är en sjö i Nyköpings kommun i Södermanland och ingår i Svärtaåns huvudavrinningsområde. Sjön har en area på 0,0838 kvadratkilometer och ligger 22,4 meter över havet.

## Delavrinningsområde
Tunsätterssjön ingår i det delavrinningsområde (651764-157381) som SMHI kallar för Mynnar i havet. Medelhöjden är 32 meter över havet och ytan är 21,39 kvadratkilometer. Räknas de 22 avrinningsområdena uppströms in blir den ackumulerade arean 371,82 kvadratkilometer. Avrinningsområdets utflöde Svärtaån (Sundbyån) mynnar i havet. Avrinningsområdet består mestadels av skog (63 procent), öppen mark (13 procent) och jordbruk (20 procent). Avrinningsområdet har 0,08 kvadratkilometer vattenytor vilket ger det en sjöprocent på 0,4 procent. Bebyggelsen i området täcker en yta av 0,2 kvadratkilometer eller 1 procent av avrinningsområdet.